# Sportlövészet az 1992. évi nyári olimpiai játékokon
Az 1992. évi nyári olimpiai játékokon a sportlövészetben tizenhárom szám versenyét rendezték.

## Eseménynaptár
| S | Selejtező | D | Döntő |

| Verseny↓/Dátum →            | július/augusztus | július/augusztus | július/augusztus | július/augusztus | július/augusztus | július/augusztus | július/augusztus | július/augusztus | július/augusztus | július/augusztus | július/augusztus | július/augusztus | július/augusztus | július/augusztus | július/augusztus | július/augusztus |
| Verseny↓/Dátum →            | 26               | 26               | 27               | 27               | 28               | 28               | 29               | 29               | 30               | 30               | 31               | 31               | 1                | 1                | 2                | 2                |
| Puska                       |                  |                  |                  |                  |                  |                  |                  |                  |                  |                  |                  |                  |                  |                  |                  |                  |
| --------------------------- | ---------------- | ---------------- | ---------------- | ---------------- | ---------------- | ---------------- | ---------------- | ---------------- | ---------------- | ---------------- | ---------------- | ---------------- | ---------------- | ---------------- | ---------------- | ---------------- |
| Férfi futócél               |                  |                  |                  |                  |                  |                  |                  |                  |                  |                  | S                | S                | D                | D                |                  |                  |
| Férfi légpuska              |                  |                  | S                | D                |                  |                  |                  |                  |                  |                  |                  |                  |                  |                  |                  |                  |
| Férfi sportpuska, fekvő     |                  |                  |                  |                  |                  |                  | S                | D                |                  |                  |                  |                  |                  |                  |                  |                  |
| Férfi sportpuska, összetett |                  |                  |                  |                  |                  |                  |                  |                  |                  |                  | S                | D                |                  |                  |                  |                  |
| Női légpuska                | S                | D                |                  |                  |                  |                  |                  |                  |                  |                  |                  |                  |                  |                  |                  |                  |
| Női sportpuska összetett    |                  |                  |                  |                  |                  |                  |                  |                  | S                | D                |                  |                  |                  |                  |                  |                  |
| Pisztoly                    |                  |                  |                  |                  |                  |                  |                  |                  |                  |                  |                  |                  |                  |                  |                  |                  |
| Férfi légpisztoly           |                  |                  |                  |                  | S                | D                |                  |                  |                  |                  |                  |                  |                  |                  |                  |                  |
| Férfi szabadpisztoly        | S                | D                |                  |                  |                  |                  |                  |                  |                  |                  |                  |                  |                  |                  |                  |                  |
| Férfi gyorstüzelő pisztoly  |                  |                  |                  |                  |                  |                  | S                | S                | D                | D                |                  |                  |                  |                  |                  |                  |
| Női légpisztoly             |                  |                  |                  |                  |                  |                  |                  |                  |                  |                  |                  |                  | S                | D                |                  |                  |
| Női sportpisztoly           |                  |                  | S                | D                |                  |                  |                  |                  |                  |                  |                  |                  |                  |                  |                  |                  |
| Vadászpuska                 |                  |                  |                  |                  |                  |                  |                  |                  |                  |                  |                  |                  |                  |                  |                  |                  |
| Nyílt skeet                 | S                | S                | S                | S                | D                | D                |                  |                  |                  |                  |                  |                  |                  |                  |                  |                  |
| Nyílt trap                  |                  |                  |                  |                  |                  |                  |                  |                  |                  |                  | S                | S                | S                | S                | D                | D                |

## Éremtáblázat
(Az egyes számoszlopok legmagasabb értéke, vagy értékei vastagítással kiemelve.)
| Az 1992. évi nyári olimpiai játékok éremtáblázata sportlövészetben | Az 1992. évi nyári olimpiai játékok éremtáblázata sportlövészetben | Az 1992. évi nyári olimpiai játékok éremtáblázata sportlövészetben | Az 1992. évi nyári olimpiai játékok éremtáblázata sportlövészetben | Az 1992. évi nyári olimpiai játékok éremtáblázata sportlövészetben | Olimpia  |
| ------------------------------------------------------------------ | ------------------------------------------------------------------ | ------------------------------------------------------------------ | ------------------------------------------------------------------ | ------------------------------------------------------------------ | -------- |
|                                                                    | Ország                                                             | Arany                                                              | Ezüst                                                              | Bronz                                                              | Összesen |
| 1.                                                                 | Egyesített Csapat (EUN)                                            | 5                                                                  | 2                                                                  | 1                                                                  | 8        |
| 2.                                                                 | Kína (CHN)                                                         | 2                                                                  | 2                                                                  | 0                                                                  | 4        |
| 3.                                                                 | Németország (GER)                                                  | 2                                                                  | 0                                                                  | 1                                                                  | 3        |
| 4.                                                                 | Dél-Korea (KOR)                                                    | 2                                                                  | 0                                                                  | 0                                                                  | 2        |
|                                                                    |                                                                    |                                                                    |                                                                    |                                                                    |          |
| 5.                                                                 | Egyesült Államok (USA)                                             | 1                                                                  | 1                                                                  | 0                                                                  | 2        |
| 6.                                                                 | Csehszlovákia (TCH)                                                | 1                                                                  | 0                                                                  | 1                                                                  | 2        |
|                                                                    |                                                                    |                                                                    |                                                                    |                                                                    |          |
| 7.                                                                 | Bulgária (BUL)                                                     | 0                                                                  | 2                                                                  | 1                                                                  | 3        |
| 8.                                                                 | Független résztvevők (IOP)                                         | 0                                                                  | 1                                                                  | 2                                                                  | 3        |
| 9.                                                                 | Japán (JPN)                                                        | 0                                                                  | 1                                                                  | 1                                                                  | 2        |
| 10.                                                                | Franciaország (FRA)                                                | 0                                                                  | 1                                                                  | 0                                                                  | 1        |
| 10.                                                                | Lettország (LAT)                                                   | 0                                                                  | 1                                                                  | 0                                                                  | 1        |
| 10.                                                                | Norvégia (NOR)                                                     | 0                                                                  | 1                                                                  | 0                                                                  | 1        |
| 10.                                                                | Peru (PER)                                                         | 0                                                                  | 1                                                                  | 0                                                                  | 1        |
| 14.                                                                | Olaszország (ITA)                                                  | 0                                                                  | 0                                                                  | 2                                                                  | 2        |
| 15.                                                                | Lengyelország (POL)                                                | 0                                                                  | 0                                                                  | 1                                                                  | 1        |
| 15.                                                                | Mongólia (MGL)                                                     | 0                                                                  | 0                                                                  | 1                                                                  | 1        |
| 15.                                                                | Románia (ROU)                                                      | 0                                                                  | 0                                                                  | 1                                                                  | 1        |
| 15.                                                                | Svédország (SWE)                                                   | 0                                                                  | 0                                                                  | 1                                                                  | 1        |
|                                                                    |                                                                    |                                                                    |                                                                    |                                                                    |          |
| Összesen                                                           | Összesen                                                           | 13                                                                 | 13                                                                 | 13                                                                 | 39       |

## Érmesek

### Férfi
| Az 1992. évi nyári olimpiai játékok férfi érmesei sportlövészetben |                                                                  |                                                                  |                                                                     |
| Versenyszám                                                        | Arany                                                            | Ezüst                                                            | Bronz                                                               |
| Légpisztoly (10 m)                                                 | Vang Ji-fu (Wang Yifu) · Kína (CHN) · 684.8 (585, 99.8)          | Szergej Pizsjanov · Egyesített Csapat (EUN) · 684.1 (584, 100.1) | Sorin Babii · Románia (ROU) · 684.1 (586, 98.1)                     |
| Gyorstüzelő pisztoly (25 m)                                        | Ralf Schumann · Németország (GER) · 885 (594, 195, 96)           | Afanasijs Kuzmins · Lettország (LAT) · 882 (590, 195, 97)        | Vlagyimir Vohmjanyin · Egyesített Csapat (EUN) · 882 (590, 196, 96) |
| Szabadpisztoly (50 m)                                              | Kansztancin Lukasik · Egyesített Csapat (EUN) · 658 (567, 91)    | Vang Ji-fu (Wang Yifu) · Kína (CHN) · 657 (565, 92)              | Ragnar Skanåker · Svédország (SWE) · 657 (566, 91)                  |
| Légpuska (10 m)                                                    | Jurij Fegykin · Egyesített Csapat (EUN) · 695.3 (593, 102.3)     | Franck Badiou · Franciaország (FRA) · 691.9 (591, 100.9)         | Johann Riederer · Németország (GER) · 691.7 (590, 101.7)            |
| Sportpuska, fekvő (50 m)                                           | I Uncshol (Lee Eun-Cheol) · Dél-Korea (KOR) · 702.5 (597, 105.5) | Harald Stenvaag · Norvégia (NOR) · 701.4 (597, 101.4)            | Stevan Pletikošić · Független résztvevők (IOP) · 701.1 (597, 101.1) |
| Sportpuska, összetett (50 m)                                       | Hracsja Petikjan · Egyesített Csapat (EUN) · 1267.4 (1169, 98.4) | Robert Foth · Egyesült Államok (USA) · 1266.6 (1169, 97.6)       | Koba Rjóhei · Japán (JPN) · 1265.9 (1171, 94.9)                     |
| Futócél (10 m)                                                     | Michael Jakosits · Németország (GER) · 673 (580, 93)             | Anatolij Aszrabajev · Egyesített Csapat (EUN) · 672 (579, 93)    | Luboš Račanský · Csehszlovákia (TCH) · 670 (576, 94)                |

### Női
| Az 1992. évi nyári olimpiai játékok női érmesei sportlövészetben |                                                                  |                                                                |                                                                   |
| Versenyszám                                                      | Arany                                                            | Ezüst                                                          | Bronz                                                             |
| Légpisztoly (10 m)                                               | Marina Logvinyenko · Egyesített Csapat (EUN) · 486.4 (387, 99.4) | Jasna Šekarić · Független résztvevők (IOP) · 486.4 (389, 97.4) | Marija Grozdeva · Bulgária (BUL) · 481.6 (383, 98.6)              |
| Sportpisztoly (25 m)                                             | Marina Logvinyenko · Egyesített Csapat (EUN) · 684 (587, 97)     | Li Tuj-hung (Li Duihong) · Kína (CHN) · 680 (586, 94)          | Dorzhsuren Munkhbayar · Mongólia (MGL) · 679 (584, 95)            |
| Légpuska (10 m)                                                  | Jo Gapszun (Yeo Gab-Sun) · Dél-Korea (KOR) · 498.2 (396, 102.2)  | Veszela Lecseva · Bulgária (BUL) · 495.3 (396, 99.3)           | Binder Aranka · Független résztvevők (IOP) · 495.1 (393, 102.1)   |
| Sportpuska, összetett (50 m)                                     | Launi Meili · Egyesült Államok (USA) · 684.3 (587, 97.3)         | Nonka Matova · Bulgária (BUL) · 682.7 (584, 98.7)              | Małgorzata Książkiewicz · Lengyelország (POL) · 681.5 (585, 96.5) |

### Nyílt
| Az 1992. évi nyári olimpiai játékok nyílt számainak érmesei sportlövészetben |                                                     |                                               |                                                     |
| Versenyszám                                                                  | Arany                                               | Ezüst                                         | Bronz                                               |
| Skeet                                                                        | Csang San (Zhang Shan) · Kína (CHN) · 223 (200, 23) | Juan Giha · Peru (PER) · 222 (198, 24)        | Bruno Rossetti · Olaszország (ITA) · 222 (198, 24)  |
| Trap                                                                         | Petr Hrdlička · Csehszlovákia (TCH) · 219 (195, 24) | Vatanabe Kazumi · Japán (JPN) · 219 (195, 24) | Marco Venturini · Olaszország (ITA) · 218 (195, 23) |